# Jürgen Zürbig
Jürgen Zürbig (* 11. Oktober 1944 in Danzig; † 26. August 2014) war ein deutscher Chemiker und Entwickler des ersten Katalysators für LKW. 

## Leben
Nach dem Abitur in Düsseldorf studierte Zürbig von 1966 bis 1973 in Erlangen Chemie. Nach dem Studium arbeitete er von 1973 bis 1977 als wissenschaftlicher Assistent am Lehrstuhl für Anorganische und Analytische Chemie und von 1978 bis 1979 am Lehrstuhl für Werkstoffwissenschaften (Glas und Keramik) der Friedrich-Alexander-Universität Erlangen-Nürnberg. Seine Dissertation erschien 1983 unter dem Titel: Präparative, spektrometrische und strukturchemische Untersuchungen an Verbindungen mit Quecksilber-Schwefel-Bindungen.
Danach ging er in die Wirtschaft und arbeitete lange Jahre als Leiter der Entwicklungsabteilung im Keramikwerk der Firma Siemens in Redwitz an der Rodach. Später war er Geschäftsführer eines Unternehmens in Österreich.
Ab 1993 war Dr. Jürgen Zürbig ehrenamtlicher Vorsitzender des BRK Kreisverbandes Lichtenfels und hat diesen zu einem beträchtlichen Arbeitgeber im Landkreis Lichtenfels ausgebaut. Am 26. August 2014 starb Dr. Jürgen Zürbig nach langem Krebsleiden im Kreise der Familie.

## Auszeichnungen
- 1998: Philip Morris Forschungspreis für seine Entwicklung des weltweit ersten Katalysators für LKWs.
- 2013: Bayerische Verfassungsmedaille in Silber